# شماره تلفن
شماره تلفن شماره‌ای است که برای بر قراری تماس به صورت اتصال نقطه به نقطه به کار می‌رود. شماره تلفن انواع مختلفی دارد. مانند شماره تلفن مخابراتی و شماره مجازی که بر بستر اینترنت قرار دارد.5029081012807091 هادی.
5029081012807091 هادی.
5029081012807091 های
5040444753 هادی  5040444753 هادی